# پارچی (نخجوان)
پارچی (به لاتین: Parchy، به ارمنی: Պարչի) یک منطقهٔ مسکونی در جمهوری آذربایجان است که در شهرستان شرور واقع شده‌است.